# 각시붕어
각시붕어(Rhodeus uyekii)는 잉어과에 속하는 소형종 민물고기로, 대한민국의 특산종이다. 보통 낙동강 하류와 남부 지방의 하천에 분포한다. 몸이 아름다워 관상어로 기르는 곳이 많다.

## 생태
납작하고 몸높이가 높으며, 물살이 약하고 수초가 많은 하천 가장자리의 진흙 바닥과 못에 서식한다. 각시붕어는 1년 만에 몸길이가 3.4~4cm로 되는데 그 이상은 자라지 않는 것이 특징이다. 동작이 재빠르지 못하며 충격받으면 물풀이나 바위 뒤에 숨는다. 산란 시기는 4월 중순에서 6월 중순까지로, 민물조개의 출수공에 알을 낳으며, 조개는 치어가 다 자랄 때까지 보호하는 역할을 한다.
1988년의 연구에서는 이 종과 달납줄개, 떡납줄갱이가 아종 수준으로 유사하다고 판단하였다.